# Șipote
Cet article concerne la commune de Șipote, qui ne doit pas être confondu avec le village de Șipote
Șipote est une commune du județ de Iași en Roumanie.
En 2011, elle comptait 5384 habitants.